# Juscelinomys candango
Juscelinomys candango is een uitgestorven zoogdier uit de familie van de Cricetidae. De wetenschappelijke naam van de soort werd voor het eerst geldig gepubliceerd door Moojen in 1965.

## Voorkomen
De soort kwam voor in het midden van Brazilië.